# 보고타 FC
보고타 FC(스페인어: Bogotá Fútbol Club S.A.)는 콜롬비아 쿤디나마르카주 보고타를 연고로 하는 축구단이다. 2003년 1월 13일에 창단되었으며, 카테고리아 프리메라 B에 참가하고 있다.

## 선수 명단

### 현역
참고: FIFA 자격 규정에 따라 소속된 국가대표팀 국기를 표시합니다. 선수는 복수의 FIFA 비회원국 국적을 가지고 있을 수 있습니다.
| 번호 | 포지션 | 국적   | 이름            |
| ---- | ------ | ------ | --------------- |
| 13   | DF     | 파나마 | 움베르토 라모스 |

| 번호 | 포지션 | 국적   | 이름        |
| ---- | ------ | ------ | ----------- |
| 99   | FW     | 파나마 | 제레미 핀존 |